# Aulacoderus milleri
Aulacoderus milleri es una especie de coleóptero de la familia Anthicidae.

## Distribución geográfica
Habita en  Natal, en (Sudáfrica).